# 世良洋子
世良 洋子（せら ようこ、1943年10月24日 - 2025年7月4日）は、元中国放送アナウンサー、フリーアナウンサー。広島県賀茂郡河内町（現・東広島市）出身。血液型はA型。

## 略歴
広島県賀茂郡河内町（現・東広島市）で5人兄弟の末っ子として誕生、その後広島市東雲（現・南区東雲）に転居。
広島大学附属東雲小学校、中学校、比治山女子高校を経て、昭和女子大学文学部日本文学科に入学。
大学入学当初は教師を目指していた。高校時代から継続して演劇部に所属。一時期は新劇女優を目指していた時期もある。大学4年次に同じゼミに通う同郷の友人に誘われて中国放送を受験。1000人近くいた受験者から合格。合格通知を受け取ったときには、比治山女子高校で教育実習中だった。
1966年（昭和41年）中国放送に入社。同期入社したアナウンサーは男女3人ずつの6人で、その中には柏村武昭や安田誠一がいた。入社早々は、アナウンサーの基本と言うべき鼻濁音が出来なかった。
初鳴きは、ラジオ番組間に時刻を伝えるナレーション。入社早々は、放送機材のデンスケを担いでの取材が主な仕事だった。テレビの初出演は、1969年（昭和44年）の特番『テレビ宇宙教室』だった。1970年（昭和45年）から始まったラジオ番組『ポリドール歌謡ヒットパレード』では『よっこ』と呼ばれた。1973年（昭和48年）4月からは、おはようラジオで、中国放送の女性アナウンサーとして、初めてラジオニュースを担当した。1977年には女性アナウンサー初の中国駅伝のラジオ中継を担当。駅伝担当の時は新聞記事にもなった。これまでは硬派な番組を担当し、本人曰く「RCCの知性」と呼んでいた。
1987年（昭和62年）4月から、若手女性アナウンサーの寿退社に伴い『なんでもジョッキー』の担当に抜擢。当初アナウンス部長が出演打診したときには辞退していたが、同局アナでなんでもジョッキーパーソナリティの上野隆紘の説得により、新人アナが入ってくる3ヶ月の約束で担当。なんでもジョッキー担当でイメージは一変。最終的には、約9年間なんでもジョッキーを担当することになった。当時、公開イベントに参加していた常連リスナーとは放送終了後も交流を継続。『生きて』が掲載された2014年（平成26年）9月時でも、食事や花見を行っている。
1995年（平成7年）9月に事業部に異動。主催事業などを担当していた。
2001年（平成13年）大晦日に放送された特番『世良洋子の年忘れラジオ紅白歌合戦』でアナウンサーに復帰。その後も継続し、レギュラー番組から引退した2014年（平成26年）以降も毎年放送している。
2002年（平成14年）春から放送開始した『究極のオバンざい!世良洋子アワー』でレギュラー番組にも復帰。2003年（平成15年）春からは平成ラヂオバラエティごぜん様さまに出演した。
2004年（平成16年）に定年退職。中国放送の女性アナでは初めて定年（当時は60歳）まで勤務した。
定年後も番組出演を継続し2014年（平成26年）3月まで、ごぜん様さまを担当した。レギュラー放送引退の理由として、2011年（平成23年）頃発症した首下がり症候群の治療のため服用した薬の副作用で、滑舌の低下や体重が減少したことを上げている。その上で、アナウンサー活動を継続するともしている。
70歳までアナウンサーを続けられた理由として、上野隆紘や横山雄二など相方に恵まれたことを理由として上げている。
1999年（平成11年）12月に母を認知症で亡くした経験を活かし、自身の介護体験について講演活動も行っていた。
2025年7月4日、肝臓がんのため廿日市市内の病院で死去。81歳没。近親者により葬儀が行われた。

## エピソード
- 本人曰く「永遠の28歳」[21]である。
- 新人時代はほとんど酒が飲めなかったが、「なんでもジョッキー」を担当し始めてから「浴びるように」酒を飲み始め、「すべて上野さんの責任よ」と語っている。[13]上野とは、「ごぜん様さま」でも再びコンビを組んだ。
- 肉が好物で、それにちなんだ弁当がサークルKサンクスから発売されたことがある[22]。

## 主な出演

### 現在

#### ラジオ
- 世良洋子の年忘れラジオ紅白歌合戦（2001年〜：毎年大晦日に放送。レギュラー番組降板後も継続して放送。）

#### CM
- 中国新聞社中国新聞セレクト
- 広島スーパー銭湯・日帰り湯処「ふかわの湯」

### 過去

#### テレビ
- RCCニュース6[13]
- RCCニュースサタデー
- ごじテレ。

#### ラジオ
- 呉その今日と明日[6]
- おはようラジオ[13]
- なんでもジョッキー[13]
- 究極のオバンざい!世良洋子アワー[6]
- 平成ラヂオバラエティごぜん様さま

### 補足
1. 1 2  『RCCアナ本。』や『別冊ヨコヤマ』では、出身地を広島市としている[1][2]。
2. ↑  中国新聞1977年1月28日夕刊[15]。
3. ↑  後日、ラジオに誘った上野さんから、誰もRCCの知性と思っていないと笑われている[16]。